# Comune di Dianalund
Il comune di Dianalund fino al 1º gennaio 2007 è stato un comune danese situato nella 
contea della Selandia Occidentale, il comune aveva una popolazione di 7 468 abitanti (2006) e una superficie di 67 km². Capoluogo era la cittadina omonima.
Dal 1º gennaio 2007, con l'entrata in vigore della riforma amministrativa, il comune è stato soppresso e accorpato ai comuni di Sorø e di Stenlille
per dare luogo al riformato comune di Sorø compreso nella regione della Selandia.